# Алисейко, Владимир Титович
Влади́мир Ти́тович Алисе́йко (белор. Уладзімір Цітавіч Алісейка; 22 февраля 1921 — 9 мая 1981) — советский офицер, участник Великой Отечественной войны, командир сапёрного взвода 42-го отдельного сапёрного батальона 136-й стрелковой дивизии 38-й армии Воронежского фронта, старший сержант.
Герой Советского Союза (10.01.1944), полковник.

## Биография
Родился в 1921 году в деревне Косетов Гомельской губернии РСФСР (ныне Калинковичский район, Гомельская область, Беларусь), в крестьянской семье. По национальности белорус. Член ВКП(б)/КПСС с 1943 года. Окончил неполную среднюю школу и три курса рабочего факультета в городе Мозыре. До призыва в 1940 году в Красную армию работал в совхозе.
На фронтах Великой Отечественной войны с 1941 года. Особо отличился при форсировании Днепра. 2 октября 1943 года взвод под его командованием в числе первых переправился на правый берег реки южнее Киева. В течение двух дней под шквальным огнём противника осуществлял помощь в переправе подразделений. 3 октября 1943 года при отражении очередной вражеской контратаки был тяжело ранен, но не покинул поля боя.
Указом Президиума Верховного Совета СССР «О присвоении звания Героя Советского Союза генералам, офицерскому, сержантскому и рядовому составу Красной Армии» от 10 января 1944 года за «образцовое выполнение боевых заданий командования на фронте борьбы с немецко-фашистскими захватчиками и проявленные при этом отвагу и геройство» удостоен звания Героя Советского Союза с вручением ордена Ленина и медали «Золотая Звезда».
В 1971 году вышел в отставку в звании полковника.
Жил в Краснодаре. Работал в Росглавсельхозкомплекте. Скончался 9 мая 1981 года.

## Награды
- Медаль «Золотая Звезда» Героя Советского Союза (№ 2344[6])
- Орден Ленина
- Орден Отечественной войны II степени
- Два ордена Красной Звезды
- Медали, в том числе:
  - Медаль «За победу над Германией в Великой Отечественной войне 1941—1945 гг.»
  - Юбилейная медаль «Двадцать лет Победы в Великой Отечественной войне 1941—1945 гг.»
  - Юбилейная медаль «Тридцать лет Победы в Великой Отечественной войне 1941—1945 гг.»

## Память
- Имя Героя носила пионерская дружина Липовской средней школы Калинковичского района Гомельской области.